# شيروكي باركس
شيروكي باركس (بالإنجليزية: Cherokee Parks) مواليد 11 أكتوبر 1972 في هونتينغتون بيتش، هو لاعب كرة سلة أمريكي. تم اختياره من قبل فريق دالاس مافيريكس خلال الدرافت. يبلغ طوله 6 قدم 11 بوصة (2.1 م). حقق المركز الثالث في ألعاب النوايا الحسنة 1994.

## المسيرة الاحترافية
لعب مع دالاس مافيريكس في موسم 1995–1996، ثم لعب مع مينيسوتا تمبر ولفز من سنة 1996 إلى 1998، ثم لعب مع فانكوفر جريزليز من سنة 1998 إلى 2000، ثم لعب مع واشنطن ويزاردز في سنة 2000، ثم لعب مع لوس أنجلوس كليبرز في موسم 2000–2001، ثم لعب مع سان أنطونيو سبرز في موسم 2001–2002، ثم لعب مع لوس أنجلوس كليبرز في موسم 2002–2003، ثم لعب مع غولدن ستايت ووريورز في سنة 2003.

## الميداليات
| الميدالية | المسابقة                  |
| --------- | ------------------------- |
| برونزية   | ألعاب النوايا الحسنة 1994 |

## روابط خارجية
- شيروكي باركس على موقع الاتحاد الدولي لكرة السلة (الإنجليزية)
- شيروكي باركس على موقع إن بي أي (الإنجليزية)
- شيروكي باركس على موقع سبورتس رفرنس (الإنجليزية)
- شيروكي باركس على موقع كرة السلة الأوروبية.كوم (الإنجليزية)
- شيروكي باركس على موقع كلية كرة السلة في سبورتس رفرنس.كوم (الإنجليزية)
- شيروكي باركس على موقع ريلجم (الإنجليزية)
- شيروكي باركس على موقع بروبوليرز (الإنجليزية)